# Sogn og Fjordane
 je norveška administrativna regija (fylke), ki meji na Møre og Romsdal, Oppland, Buskerud in Hordaland. Administrativno središče je Hermansverk v občini Leikanger.

## Občine
Sogn og Fjordane ima 26 občin:
| 1. Årdal 2. Askvoll 3. Aurland 4. Balestrand 5. Bremanger 6. Eid 7. Fjaler 8. Flora 9. Førde 10. Gaular 11. Gloppen 12. Gulen 13. Hornindal | 1. Høyanger 2. Hyllestad 3. Jølster 4. Lærdal 5. Leikanger 6. Luster 7. Naustdal 8. Selje 9. Sogndal 10. Solund 11. Stryn 12. Vågsøy 13. Vik |